# Luisa Palmen
Luisa Palmen (* 4. Februar 2002 in Mendig) ist eine deutsche Fußballspielerin, die für die SGS Essen als Torhüterin spielt.

## Karriere

### Vereine
Palmen begann für die Jugendmannschaft des SC 13 Bad Neuenahr mit dem Fußballspielen - als Torhüterin. Anfang des Jahres 2016 gelangte sie in die B-Jugendmannschaft des 1. FFC Frankfurt, für die sie in der Saison 2016/17 in zwölf Punktspielen in der Staffel Süd der B-Juniorinnen-Bundesliga zum Einsatz kam. Nach Freiburg im Breisgau gelangt, gehörte sie den B-Juniorinnen des SC Freiburg an. In der Staffel Süd der B-Juniorinnen-Bundesliga kam sie in den Saisonen 2017/18 und 2018/19 in insgesamt neun Punktspielen zum Einsatz. Am 20. Oktober 2018 (6. Spieltag) wurde sie im Auswärtsspiel gegen die B-Jugendmannschaft der SpVgg Greuther Fürth in der 62. Minute für Victoria Ezebinyuo als Feldspielerin eingewechselt und erzielte 14 Minuten später mit dem Treffer zum 6:0 ihr erstes Tor.
Noch als B-Juniorin gehörte sie während der Saison 2018/19 an neun Spieltagen dem Spielkader der zweiten Mannschaft des SC Freiburg an, von denen sie an fünf Spieltagen eingesetzt wurde. Ihr Debüt im Seniorinnenbereich gab sie am 26. August 2018 (2. Spieltag) bei der 1:3-Niederlage im Heimspiel gegen Eintracht Frankfurt in der drittklassigen Regionalliga Süd. In den Saisonen 2019/20 und 2020/21 wurde sie in jeweils vier Punktspielen berücksichtigt. Am 6. Juni 2021 (22. Spieltag) kam sie für die erste Mannschaft in der Bundesliga beim 5:0-Sieg im Heimspiel gegen den SV Meppen mit Einwechslung für Elvira Herzog in der 81. Minute zu ihrem Debüt.
Mit ihrem Abschluss an der Elite-Schule des Sports an der Max-Weber-Schule Freiburg begab sie sich in die Vereinigten Staaten an die University of Texas at El Paso um ein Studium zu beginnen. Für das Sport-Team der Bildungseinrichtung, die Miners, wurde sie in elf Meisterschaftsspielen (916 Minuten) der Conference USA innerhalb der NCAA Division I eingesetzt.
Anfang des Jahres 2022 nach Österreich gelangt, fand sie im SKN St. Pölten ihren neuen Verein. Sie spielte während ihrer Zugehörigkeit saisonübergreifend fünfmal für die zweite Mannschaft in der Future League (1 Tor) und siebenmal für die erste Mannschaft in der ÖFB-Bundesliga; alle Einsätze erfolgten im Jahr 2022. Mit ihrer Einwechslung in der dritten Nachspielminute der 90-minütigen Spielzeit für Julia Hickelsberger beim 6:1-Sieg gegen die SPG Altach/Vorderland im Pokalhalbfinale, hatte sie Anteil am später errungenen Titel ihrer Mannschaft. In der Winterpause nach Deutschland zurückgekehrt, spielte sie ab dem 5. März 2023 (15. Spieltag) für Borussia Mönchengladbach in der Regionalliga West; sie bestritt bis zum Saisonende elf Punktspiele. Als regionaler Meister aus dieser Spielklasse hervorgegangen, stieg sie mit ihrer Mannschaft in die 2. Bundesliga auf, nachdem die in Hin- und Rückspiel ausgetragenen Aufstiegsspiele gegen den SV Elversberg gewonnen wurden. Von 2023 bis 2025 gehörte sie mit ihrer Mannschaft der zweithöchsten Spielklasse an, in der sie in 43 von 52 Punktspielen das Tor hütete. Am 31. März 2025 wurde sie vom Bundesligisten SGS Essen unter Vertrag genommen.

### Auswahl- / Nationalmannschaft
Palmen kam im Zeitraum 2. Mai 2015 – 6. Oktober 2019 als Spielerin der Auswahlmannschaften des Fußballverbandes Rheinland (U14; 3 Spiele), des Hessischen Fußball-Verbandes (U14 und U16; jeweils 3 Spiele) und des Südbadischen Fußballverbandes (U16 und U18; 4 und 7 Spiele) in insgesamt 20 Spielen im Turnier um den DFB-Länderpokal an der  Sportschule Wedau in Duisburg zum Einsatz.
Ihr einziges Länderspiel für den DFB bestritt sie für die U17-Nationalmannschaft, die das am 12. Dezember 2018 in Duisburg ausgetragene Freundschaftsspiel gegen die U17-Nationalmannschaft der Niederlande mit 0:2 verlor.

## Erfolge
Borussia Mönchengladbach
- Meister Regionalliga West 2023 und Aufstieg in die 2. Bundesliga

SKN St. Pölten
- ÖFB-Cup-Sieger 2022 (ohne Finaleinsatz)

SC Freiburg
- Finalist B-Juniorinnen-Meisterschaft 2019
- Staffel-Meister B-Juniorinnen-Bundesliga Süd 2019